# Eve Harris
Eve Harris (geboren 1973 in London) ist eine britische Schriftstellerin.

## Leben
Eve Harris wuchs mit ihrem Bruder in einer säkularisierten Familie jüdischer Herkunft in London auf. Sie ist die Tochter polnisch-israelischer Eltern, ihre Großeltern und ihr Vater überlebten in Polen die deutsche Judenverfolgung im Versteck, ihre Mutter wurde im Nachkriegspolen geboren. Harris arbeitete als Lehrerin für Englisch und Drama an katholischen und jüdisch-orthodoxen Mädchenschulen in London und zwischenzeitlich von 1999 bis 2002 in Tel Aviv. Sie lebt mit Mann und zwei Kindern in London.
Ihr Roman The Marrying of Chani stand 2013 auf der Longlist des Man Booker Prize.

## Werke
- The Marrying of Chani. Sandstone, 2013
  - Die Hochzeit der Chani Kaufman. Übersetzung Kathrin Bielfeldt. Zürich : Diogenes, 2015
- Die Hoffnung der Chani Kaufman. Übersetzung Kathrin Bielfeldt. Zürich : Diogenes, 2024